# Amoghasiddhi
Amoghasiddhi es uno de los cinco budas de la sabiduría de la tradición vajrayana del budismo. Está asociado con el logro del camino budista y con la destrucción del veneno de la envidia. Su nombre significa Aquel Cuyo Logro no es en Vano . Su shakti o consorte es Tara, que significa Noble Libertadora o Noble Estrella y sus monturas son garudas. Pertenece a la familia del karma cuyo símbolo familiar es el doble vajra.

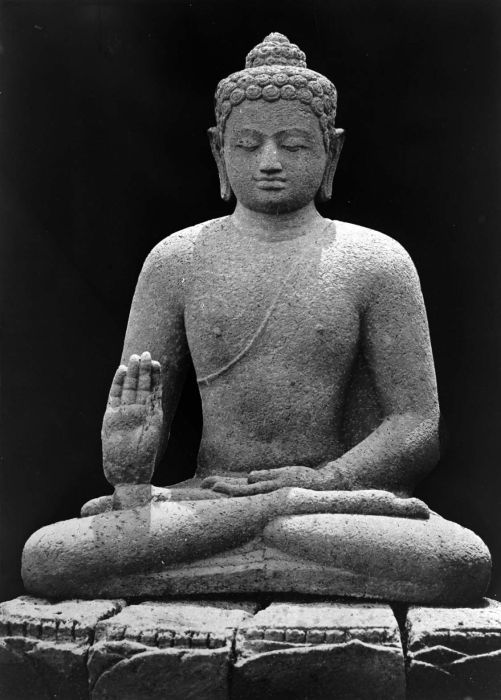
Amoghasiddhi

## Características
Amoghasiddhi está asociado con el skandha conceptual o la mente conceptual (en oposición a la mente no-conceptual o de las sensaciones). Su acción hacia la promoción de los caminos budistas es la pacificación de los males. Esto está simbolizado en la luna, que es el símbolo de Amoghasiddhi. Amoghasiddhi hace un gesto en el mudra de la intrepidez, simbolizando su intrepidez y la de sus devotos hacia los venenos o engaños. 
Por lo general, es de color verde en las obras de arte y se le asocia con el elemento del aire o viento. Su estación es el otoño y su cuarto celestial es el buda-kṣetra del norte, llamado Prakuta. 

## Galería

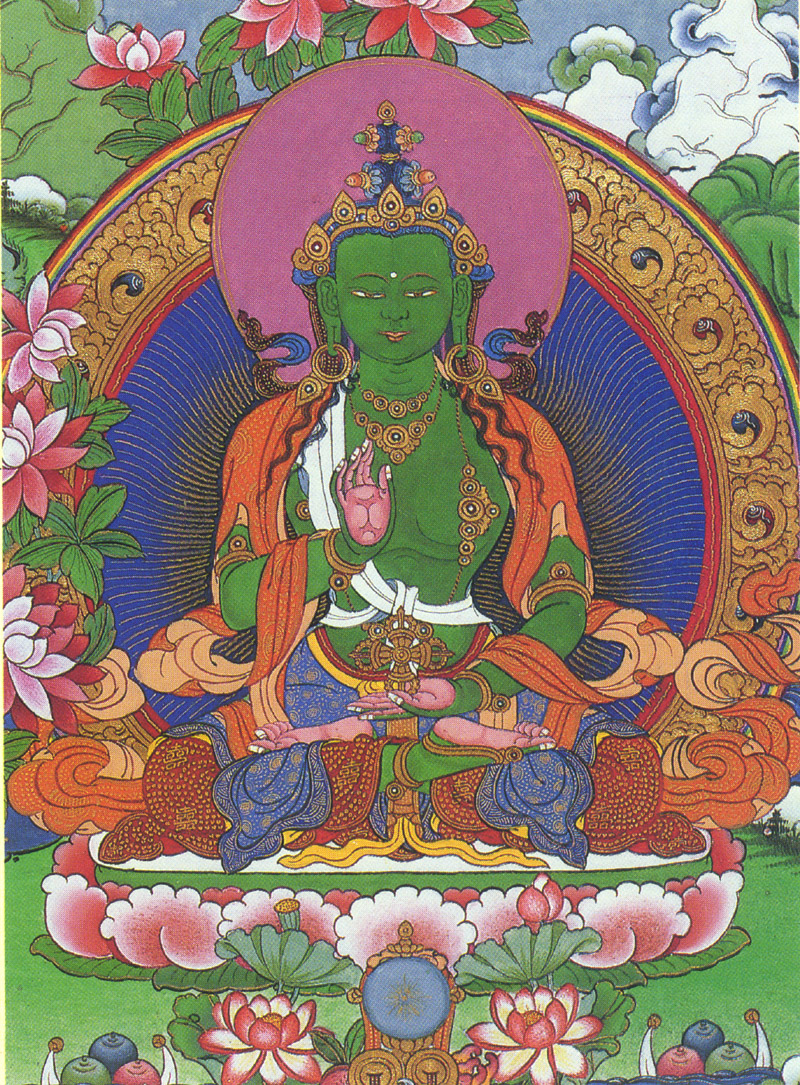
Amoghasiddhi, ilustrado con piel verde
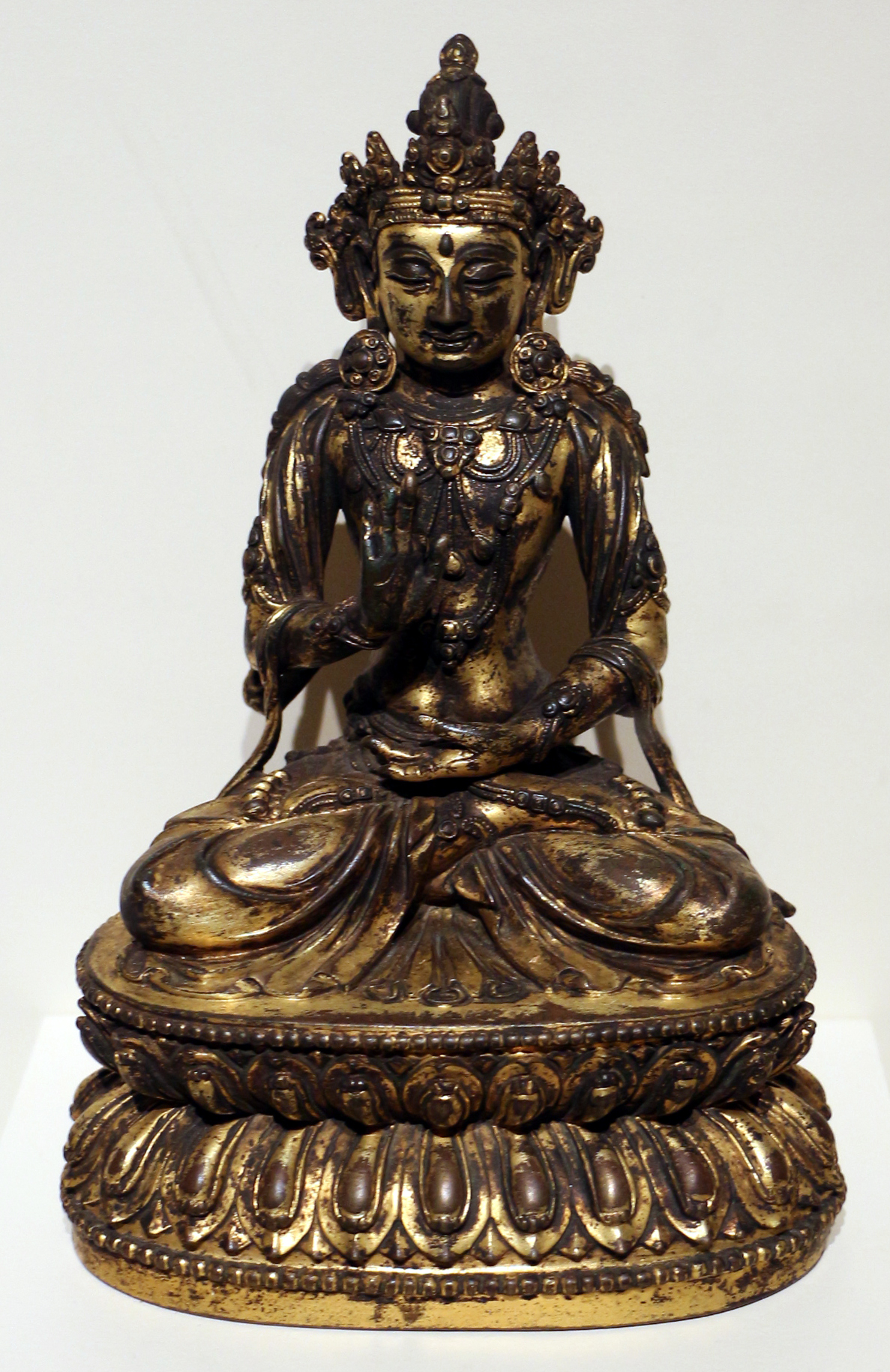
Figurilla de Amoghasiddhi de la dinastía Ming, realizada durante el reinado del emperador Yongle, a principios de 1400
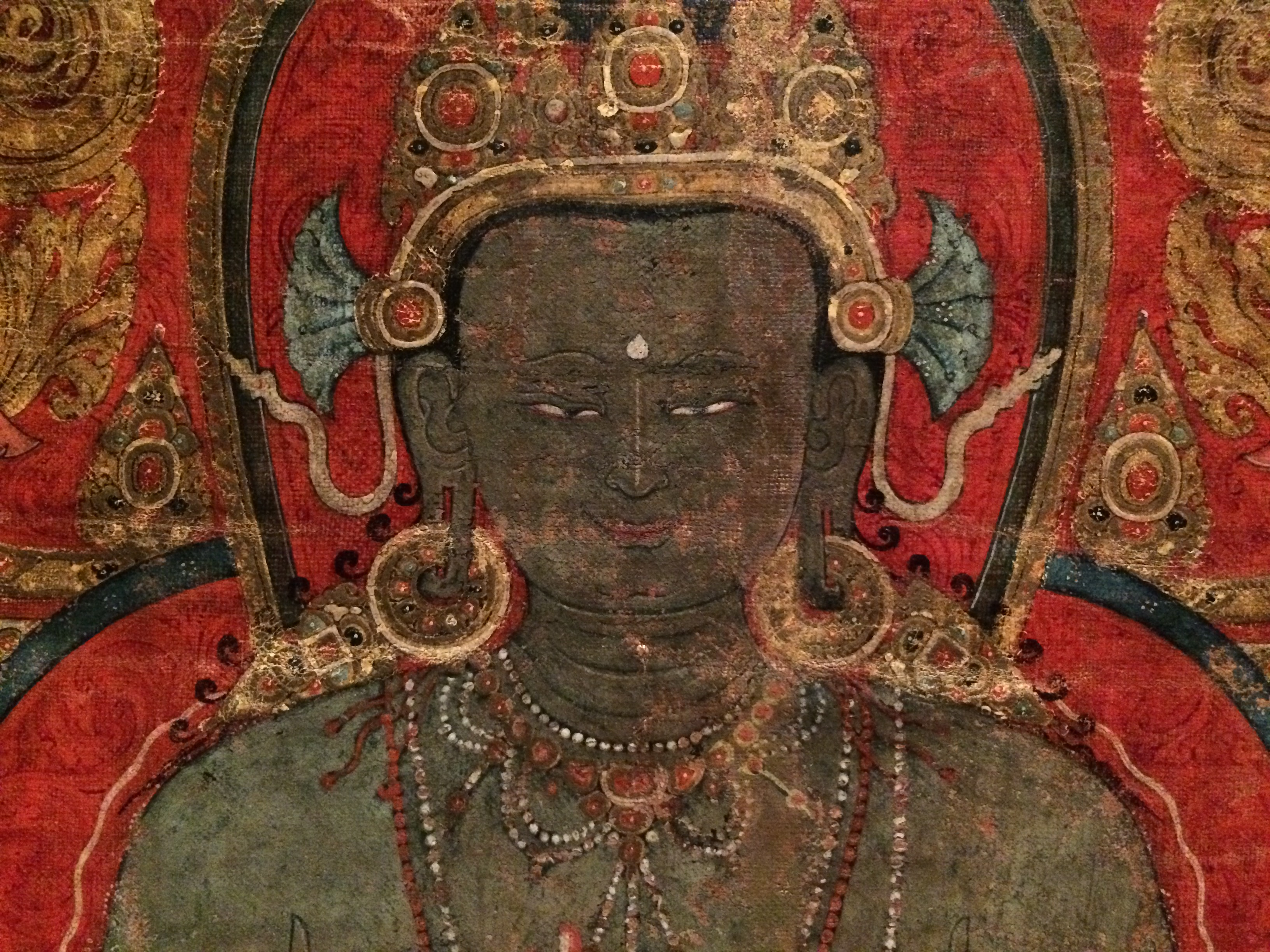
Vista cercana de Amoghasiddhi de una pintura tibetana, 1300-1400 d.C.

## Otras lecturas
- Mitología de la India: mitos de la India, Sri Lanka y el Tíbet, Rachel Storm, Anness Publishing Limited, Editora Helen Sudell, página 15, columna 2-4, línea 5, leyenda, página 15, columna 4, líneas 1-5